# وست هتیزبرگ (میسیسیپی)
وست هتیزبرگ (به انگلیسی: West Hattiesburg) مکانی در ایالت میسیسیپی کشور ایالات متحده آمریکا است که جمعیت آن در سرشماری سال ۲۰۱۰ میلادی، ۵٬۹۰۹
نفر بوده‌است.